# Some Experiments
L'Amour Toujours II je kompilacija talijanskog DJ-a Gigija D'Agostina koji je izdan 2006. od strane Media Records.

## Popis pjesama

### CD 1
1. Dottor Dag - "Lo sbaglio" (Quaglio Mix) - 4:55
2. Lento Violento Man - "Gigi's Love" - 4:47
3. La tana del suono - "Raggatanz" - 3:26
4. Dottor Dag - "Luce (Risparmio Mix)" - 2:06
5. Gigi D'Agostino - "Con te partirò (Bozza Grezza)" - 5:28
6. Gigi D'Agostino - "Don't Cry Tonight" - 5:35
7. Il Folklorista - "The Final Countdown" - 5:43
8. Gigi D'Agostino - "Thank You For All" - 2:40
9. Gigi D'Agostino - "The Way (Gigi Live 2005)" - 4:54
10. Gigi D'Agostino - "La Passion (Gigi Live 2005)" - 4:21
11. Gigi D'Agostino - "Ancora insieme" - 4:21
12. Dance 'N' Roll - "Stay (Gigi Dag From Beyond)" - 6:17
13. Il Folklorista - "Those Were The Days (Su le mani)" - 5:23
14. Love Transistor - "Hold On" - 2:53
15. Tocco Scuro - "Cold Wind (Gigi D'Agostino Dark)" - 4:20
16. Gigi D'Agostino - "Again" - 2:53
17. Love Transistor - "Wherever" - 3:46
18. Noise Of Love - "The Only One" - 4:04

### CD 2
1. Gigi D'Agostino - "I Wonder Why (Non giochiamo FM)" - 2:58
2. Dottor Dag - "Lo sbaglio (Quaglio Tanz)" - 4:16
3. Lento Violento Man - "Rugiada" - 4:27
4. Officina Emotiva - "Natural (Solo musica)" - 2:54
5. Dottor Dag - "Luce (Spreco Mix)" - 3:12
6. Lento Violento Man - "Pigia pigia" - 3:36
7. Gigi D'Agostino - "Don't Cry Tonight (Gigi & Luca Tanz)" - 5:23
8. Orchestra Maldestra - "Tecno Uonz (Gigi Uonz)" - 3:46
9. Gigi D'Agostino - "Semplicemente (Legna Mix)" - 3:40
10. Lento Violento Man - "Tresca losca" - 4:20
11. Dottor Dag - "Non giochiamo" - 4:38
12. Lento Violento Man - "Manovella (Demo scemo)" - 4:09
13. Uomo Suono - "Unilaterale (Ambientale)" - 5:08
14. Uomo Suono - "Mas Fuerte" - 6:41
15. Orchestra Maldestra - "Tecno Uonz (Mondello & D'Agostino Tanz FM)" - 3:34
16. Gigi D'Agostino - "Pensando" - 3:25
17. Gigi D'Agostino - "Semplicemente (Non giochiamo)" - 4:35
18. Onironautti - "Raggi di sole" - 4:19
19. Onironautti - "Rodamon" - 2:54